# Zostera asiatica
Zostera asiatica, vrsta voge ili sviline, vodena je biljna vrsta iz porodice vogovki raširena uz obale sjeveroistočne Azije (Japan, Koreja, Kina, Ruski daleki istok).
Opisao ju je Miki 1932.